# Китаева (Знаменский район)
Китаева — деревня в составе Глотовского сельского поселения Знаменского района Орловской области. Население 7 человек (2010).

## История
Кандидат исторических наук А. Ю. Саран пишет (2015), что под названиями Китаево, Китаевка деревня упоминается в документах в 1897—2010 гг.; она входила в АТД: Голдаевская вол., Знаменский у. (до 1928), Андросовский с/с (1939 — до 17.07.1954), Глотовский с/с, Узкинский район (1928—1929), Знаменский район (1930—1935), Хотынецкий район (1965—1985), Андросовский с/с (1939), ныне — Глотовский с/с, Знаменский район (1929—1930, 1935—1963, с 1985)(Список-1910. Знамен-1927. АТД-1965. АТД-1976. АТД-2000. Атлас-2006. Схема-2007. АТД-2010. АТД-2014).

## География
Деревня расположена в центральной части Среднерусской возвышенности в лесостепной зоне, в северо-западной части области на реке Нугрь. Уличная сеть состоит из одного географического объекта: ул. Овсяная.

## Население
| 2010 |
| ---- |
| 7    |

97 чел. (1897), 104 чел. (1905), 72 чел. (1926), 13 чел. (2000), 7 чел. (2010) .
Национальный состав
Согласно результатам переписи 2002 года, в национальной структуре населения
русские составляли 100 % от общей численности населения в 11 жителей

## Инфраструктура
Было развито сельское хозяйство. В 1944 действовал колхоз «Красный Самолёт».
Личное подсобное хозяйство.

## Транспорт
Просёлочные дороги.